# Збиткі (Великопольське воєводство)
Збиткі (пол. Zbytki) — село в Польщі, у гміні Кшеменево Лещинського повіту Великопольського воєводства.
Населення — 93 особи (2011).

## Демографія
Демографічна структура станом на 31 березня 2011 року:
|          | Загалом | Допрацездатний вік | Працездатний вік | Постпрацездатний вік |
| -------- | ------- | ------------------ | ---------------- | -------------------- |
| Чоловіки | 50      | 10                 | 36               | 4                    |
| Жінки    | 43      | 6                  | 28               | 9                    |
| Разом    | 93      | 16                 | 64               | 13                   |